# Diari de Girona

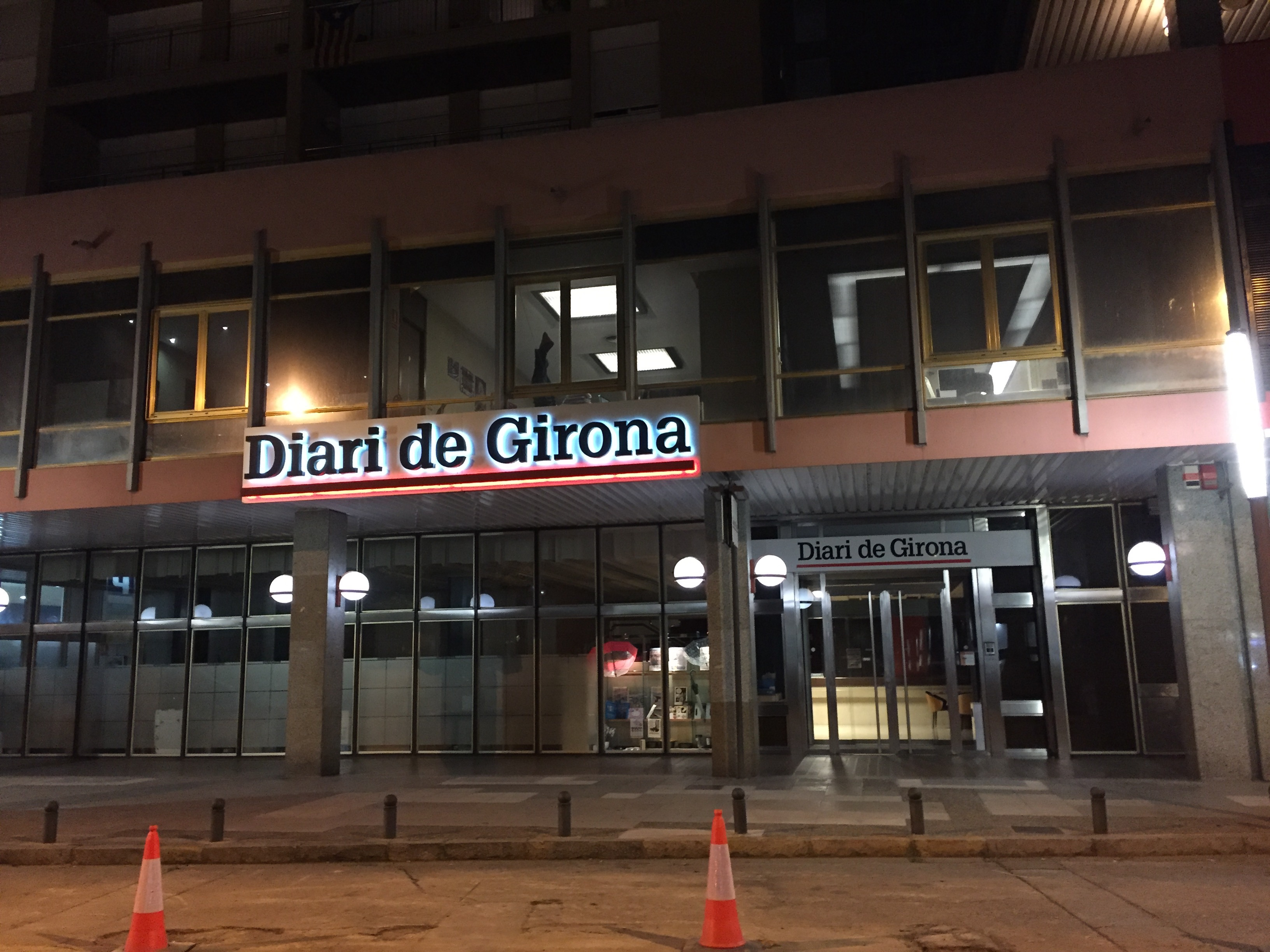
Le journal de Gérone de nuit.

Diari de Girona (Le journal de Gérone) est un quotidien catalan centré sur l'actualité dans la province de Gérone. Il ne doit pas être confondu avec le Diario de Gerona, publication en espagnol aujourd'hui disparue. 

## Présentation
Le Diari de Girona est fondé en 1943 sous le nom de Los Sitios. Utilisant du matériel confisqué au journal L'Autonomista, propriété de la famille Rahola, il est alors l'unique quotidien de la province de Gérone, et l'organe de presse officiel du régime franquiste dans la région. Il change de nom au moment de la transition démocratique, à la fin des années 1970, devenant Los Sitios-Diari de Girona. Initialement publié en espagnol, il introduit progressivement des articles en catalan. 
Le journal prend son nom actuel le 23 octobre 1989. Rénovant totalement son image, il adopte une ligne éditoriale indépendante et démocratique, et est rédigé totalement en catalan.